# Nepenthes singalana
Nepenthes singalana Becc., 1886 è una pianta carnivora della famiglia Nepenthaceae, endemica di Sumatra, dove cresce a 2000–2900 m.

## Conservazione
La Lista rossa IUCN classifica Nepenthes singalana come specie a rischio minimo (Least Concern).